# Coppa del Mondo di salto con gli sci 1988
La Coppa del Mondo di salto con gli sci 1988, nona edizione della manifestazione organizzata dalla Federazione Internazionale Sci, ebbe inizio il 5 dicembre 1987 a Thunder Bay, in Canada, e si concluse il 27 marzo 1988 a Planica, in Jugoslavia. Furono disputate 20 delle 22 gare previste, tutte maschili, in 17 differenti località: 8 su trampolino normale e 12 su trampolino lungo (per la prima volta non si gareggiò su trampolini per il volo).
Nel corso della stagione si tennero i XV Giochi olimpici invernali di Calgary 1988 e, a Oberstdorf, i Campionati mondiali di volo con gli sci 1988; entrambe le competizioni non furono valide ai fini della Coppa del Mondo, il cui calendario contemplò dunque interruzioni nei mesi di febbraio e di marzo.
Il finlandese Matti Nykänen si aggiudicò sia la coppa di cristallo, il trofeo assegnato al vincitore della classifica generale (per la quarta volta), sia il Torneo dei quattro trampolini, le cui prove furono ritenute valide anche ai fini della classifica di Coppa. Non vennero stilate classifiche di specialità; Vegard Opaas era il detentore uscente della Coppa generale, Ernst Vettori del Torneo.

## Risultati
| Data                          | Località               | Nazione        | Trampolino                | Spec. | Primo         | Secondo              | Terzo                   |
| ----------------------------- | ---------------------- | -------------- | ------------------------- | ----- | ------------- | -------------------- | ----------------------- |
| 5 dicembre 1987               | Thunder Bay            | Canada         | Big Thunder K89           | NH    | Matti Nykänen | Pavel Ploc           | Ernst Vettori           |
| 6 dicembre 1987               | Thunder Bay            | Canada         | Big Thunder K120          | LH    | Matti Nykänen | Jens Weißflog        | Vegard Opaas            |
| 12 dicembre 1987              | Lake Placid            | Stati Uniti    | MacKenzie Intervale K114  | LH    | Pavel Ploc    | Dieter Thoma         | Andreas Bauer           |
| 13 dicembre 1987              | Lake Placid            | Stati Uniti    | MacKenzie Intervale K86   | NH    | Pavel Ploc    | Jiří Parma           | Vegard Opaas            |
| 19 dicembre 1987              | Sapporo                | Giappone       | Miyanomori K90            | NH    | Matti Nykänen | Werner Schuster      | Martin Švagerko         |
| 20 dicembre 1987              | Sapporo                | Giappone       | Ōkurayama K115            | LH    | Matti Nykänen | Jiří Parma           | Staffan Tällberg        |
| Torneo dei quattro trampolini |                        |                |                           |       |               |                      |                         |
| 30 dicembre 1987              | Oberstdorf             | Germania Ovest | Schattenberg K115         | LH    | Pavel Ploc    | Matti Nykänen        | Staffan Tällberg        |
| 1º gennaio 1988               | Garmisch-Partenkirchen | Germania Ovest | Große Olympiaschanze K107 | LH    | Matti Nykänen | Staffan Tällberg     | Jens Weißflog           |
| 3 gennaio 1988                | Innsbruck              | Austria        | Bergisel K109             | LH    | Matti Nykänen | Andreas Bauer        | Jens Weißflog           |
| 6 gennaio 1988                | Bischofshofen          | Austria        | Paul Ausserleitner K111   | LH    | Matti Nykänen | Primož Ulaga         | Ole Christian Eidhammer |
| 9 gennaio 1988                | Liberec                | Cecoslovacchia | Ještěd K120               | LH    | annullata     | annullata            | annullata               |
| 10 gennaio 1988               | Harrachov              | Cecoslovacchia | Čerťák K120               | LH    | annullata     | annullata            | annullata               |
| 17 gennaio 1988               | Gallio                 | Italia         | Pakstall K95              | NH    | Ernst Vettori | Primož Ulaga         | Jiří Parma              |
| 20 gennaio 1988               | Sankt Moritz           | Svizzera       | Olympiaschanze K94        | NH    | Matti Nykänen | Erik Johnsen         | Remo Lederer            |
| 22 gennaio 1988               | Gstaad                 | Svizzera       | Mattenschanze K88         | NH    | Pavel Ploc    | Miran Tepeš          | Jens Weißflog           |
| 24 gennaio 1988               | Engelberg              | Svizzera       | Gross-Titlis-Schanze K120 | LH    | Jens Weißflog | Matti Nykänen        | Andreas Felder          |
| 4 marzo 1988                  | Lahti                  | Finlandia      | Salpausselkä K90          | NH    | Matti Nykänen | Jan Boklöv           | Erik Johnsen            |
| 6 marzo 1988                  | Lahti                  | Finlandia      | Salpausselkä K114         | LH    | Matti Nykänen | Jan Boklöv           | Erik Johnsen            |
| 18 marzo 1988                 | Meldal                 | Norvegia       | Kløvsteinbakken K105      | LH    | Erik Johnsen  | Oliver Strohmaier    | Jiří Malec              |
| 20 marzo 1988                 | Oslo                   | Norvegia       | Holmenkollen K105         | LH    | Erik Johnsen  | Ole Gunnar Fidjestøl | Günther Stranner        |
| 26 marzo 1988                 | Planica                | Jugoslavia     | Srednija K92              | NH    | Primož Ulaga  | Pavel Ploc           | Ernst Vettori           |
| 27 marzo 1988                 | Planica                | Jugoslavia     | Bloudkova velikanka K120  | LH    | Primož Ulaga  | Rajko Lotrič         | Didier Mollard          |

Legenda:

NH = trampolino normale

LH = trampolino lungo

## Classifiche

### Generale
| Pos. | Nome                 | Nazione        | Punti |
| ---- | -------------------- | -------------- | ----- |
| 1    | Matti Nykänen        | Finlandia      | 282   |
| 2    | Pavel Ploc           | Cecoslovacchia | 187   |
| 3    | Primož Ulaga         | Jugoslavia     | 127   |
| 4    | Jiří Parma           | Cecoslovacchia | 125   |
| 5    | Ernst Vettori        | Austria        | 114   |
| 6    | Jens Weißflog        | Germania Est   | 111   |
| 7    | Erik Johnsen         | Norvegia       | 106   |
| 8    | Miran Tepeš          | Jugoslavia     | 96    |
| 9    | Ole Gunnar Fidjestøl | Norvegia       | 82    |
| 10   | Jan Boklöv           | Svezia         | 64    |

### Torneo dei quattro trampolini
| Pos. | Nome                | Nazione        | Punti |
| ---- | ------------------- | -------------- | ----- |
| 1    | Matti Nykänen       | Finlandia      | 888   |
| 2    | Jens Weißflog       | Germania Est   | 789   |
| 3    | Jiří Parma          | Cecoslovacchia | 768   |
| 4    | Christian Hauswirth | Svizzera       | 764   |
| 5    | Franz Wiegele       | Austria        | 753   |

### Nazioni
| Pos. | Nazione        | Punti |
| ---- | -------------- | ----- |
| 1    | Finlandia      | 541   |
| 2    | Cecoslovacchia | 430   |
| 3    | Norvegia       | 412   |
| 4    | Austria        | 333   |
| 5    | Jugoslavia     | 310   |